# H3 (coet)
L'H3 és un vehicle de llançament en desenvolupament al Japó per la JAXA i Mitsubishi Heavy Industries. És un coet modular de dos trams principals propulsat per motors criogènics i es pot equipar amb propulsors de combustible sòlid addicionals.
El primer llançament de l'H3 està previst per l'any fiscal 2020 (del maig de 2020 fins a abril de 2021).

## Desenvolupament
El desenvolupament del coet H3 va ser autoritzat pel govern japonès el 17 de maig de 2013. El Vehicle de Llançament H3 és un desenvolupament conjunt de la JAXA i Mitsubishi Heavy Industries (MHI) dirigit a permetre llançar una gran varietat de satèl·lits comercials. L'H3 va ser dissenyat amb motors coet més econòmic en comparació amb l'anterior H-IIA. Això permetrà que la fabricació i llançament del nou coet sigui més ràpida, rendible i menys arriscada. La prioritat principal del disseny és la reducció de costos, amb una estimació de cost per llançament de 50 a 65 milions de dòlars.
Les primeres enceses de prova del nou motor LE-9, que equiparà el primer segment del coet, van començar l'abril de 2017. L'agost del 2018 van començar le proves amb els propulsors de combustible sòlid.

## Variants
L'H3 és un sistema de llançament modular, comptant amb diverses variants per adaptar-se a càrregues més o menys pesants. Inicialment es preveuen tres configuracions: H3-30, H3-22, and H3-24. El primer dels dos dígits fa referència al nombre de motors de combustible líquid del primer segment (2 o 3). El segon dígit fa referència al nombre de propulsors coet de combustible sòlid (0, 2 o 4).

## Serveis de llançament
El 2018 MHI va anunciar l'objectiu d'oferir un preu per llançament equparable als del Falcon 9 d'SpaceX.

## Llançaments previstos
Font: Govern japonès
| Data / hora (UTC) de llançament | Vol | Tipus  | Lloc de llançament | Càrregua/gues             | Resultat   |
| ------------------------------- | --- | ------ | ------------------ | ------------------------- | ---------- |
| 2020 (TBD)                      | TF1 | H3-22S | LP2, Tanegashima   | ALOS-3                    | Planificat |
| 2021 (TBD)                      | TF2 | H3     | LP2, Tanegashima   | ALOS-4                    | Planificat |
| February 2022                   | F3  | H3-24L |                    | HTV-X1                    | Planificat |
| 2022 (TBD)                      | F4  | H3     |                    | DSN-3                     | Planificat |
| 2022 (TBD)                      |     | H3     |                    | Inmarsat                  | Planificat |
| 2023 (TBD)                      |     | H3     |                    | ETS-IX                    | Planificat |
| 2023 (TBD)                      |     | H3-24L |                    | HTV-X2                    | Planificat |
| 2023 (TBD)                      |     | H3     |                    | QZS-5                     | Planificat |
| 2023 (TBD)                      |     | H3     |                    | QZS-6                     | Planificat |
| 2023 (TBD)                      |     | H3     |                    | QZS-7                     | Planificat |
| 2024 (TBD)                      |     | H3-24L |                    | Martian Moons Exploration | Planificat |